# Nostorf
Nostorf ist eine Gemeinde im Landkreis Ludwigslust-Parchim in Mecklenburg-Vorpommern (Deutschland). Sie wird vom Amt Boizenburg-Land mit Sitz in der nicht amtsangehörigen Stadt Boizenburg/Elbe verwaltet.

## Geografie
Nostorf ist die westlichste Gemeinde Mecklenburg-Vorpommerns und grenzt an Schleswig-Holstein und Niedersachsen. Westliche Gemeindeteile gehören zum Naturschutzgebiet Stecknitz-Delvenau, eine südliche Teilfläche zum Biosphärenreservat Flusslandschaft Elbe-Mecklenburg-Vorpommern. Die nächstgelegenen Städte sind Boizenburg etwa fünf Kilometer südöstlich und Lauenburg etwa sieben Kilometer südwestlich. Durch das Gemeindegebiet verlaufen die Bundesstraße 5, der Mühlenbach und an den Gemeindegrenzen die Elbe und die Delvenau.
Die Gemeinde besteht aus den Ortsteilen Nostorf, Bickhusen, Horst und Rensdorf.
Umgeben wird Nostorf von den Nachbargemeinden Schwanheide im Norden, Boizenburg/Elbe im Osten, Hittbergen im Süden sowie Lanze im Westen.

## Geschichte

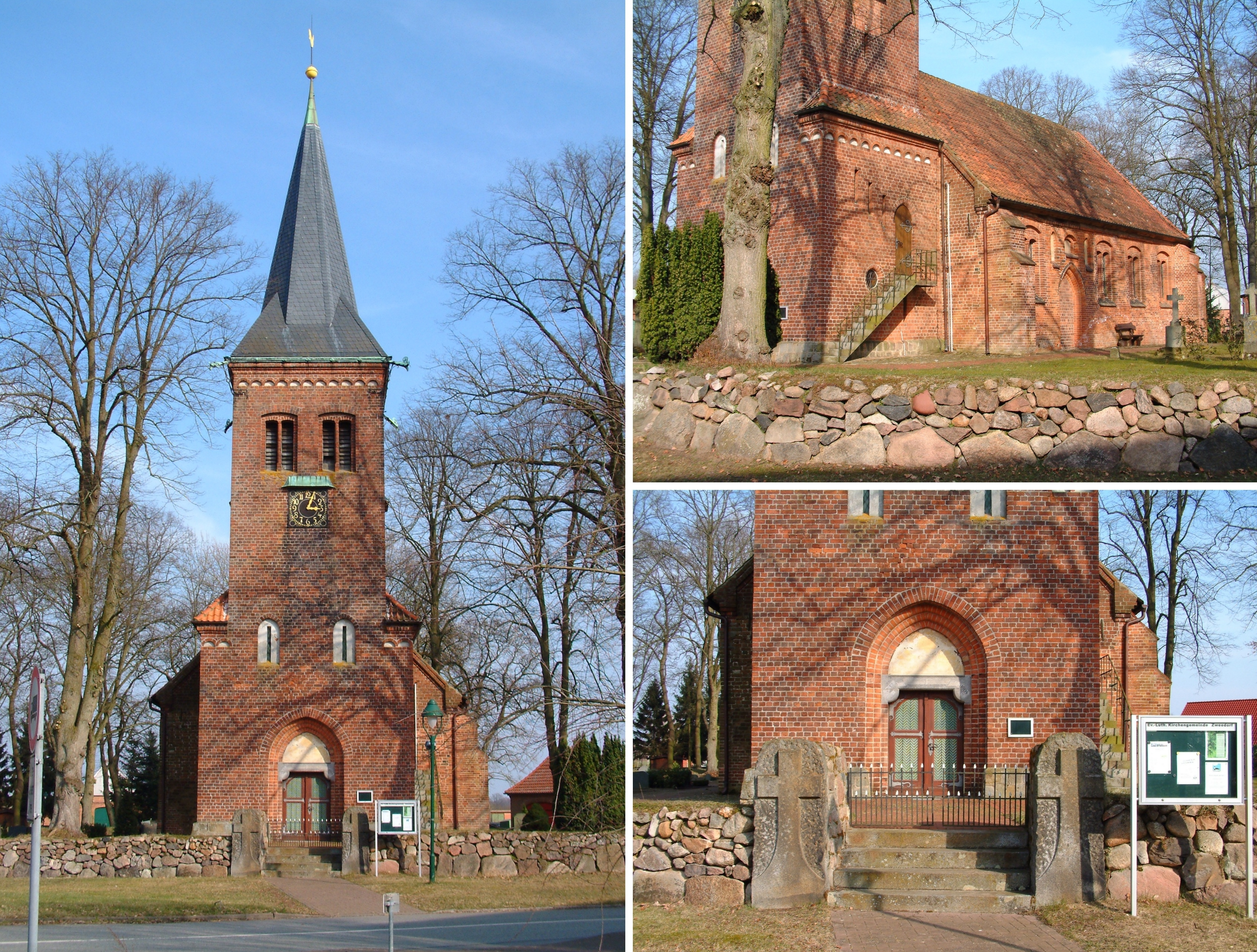
Dorfkirche Nostorf

### Nostorf
In einem Boizenburger Kirchenvisitationsprotokoll von 1444 und im Landesbederegister von 1453 heißt das Dorf Notstorp und behält diesen Namen auch in den folgenden Jahrhunderten bei. Die Wortbedeutung ist unbekannt. Das Dorf war ursprünglich als Sackplatzdorf mit der geschlossenen Seite zur Niederung des Mühlenbaches und einer einzigen Zuwegung zu den Ackerflächen im Norden angelegt. Im 15. Jahrhundert gehörte es zu den Besitzungen der Familie von Sprengel mit Sitz in Gresse und gelangte anschließend zum landesherrlichen Domanium. 1825 zählte das Dorf zehn Vollbauern und fünf Büdner. Die Nostorfer Dorfkirche geht zurück auf eine Vorgängerkapelle aus dem Jahr 1483. Das Dorf war stets in Zweedorf eingepfarrt. In der westlich gelegenen Delvenauniederung befinden sich die Überreste der Bannborg, einer mittelalterlichen Niederungsburg.

### Bickhusen
Der deutsche Ortsname begegnet erstmals im Landbederegister von 1453 als villa bikhusen. Die Bestimmungssilbe Bick rührt von einem Personennamen. Das Dorf hatte damals zehn Vollbauernstellen und grenzte im Norden an den später umgeleiteten Schwanheider Mühlenbach und westlich an die Delvenauniederung. Die Anlage kann sowohl als Zeilendorf als auch als Sackplatzdorf erfolgt sein. 1825 gab es nur noch vier Bauernstellen. Das Dorf ist seit jeher in Boizenburg eingepfarrt.

### Horst

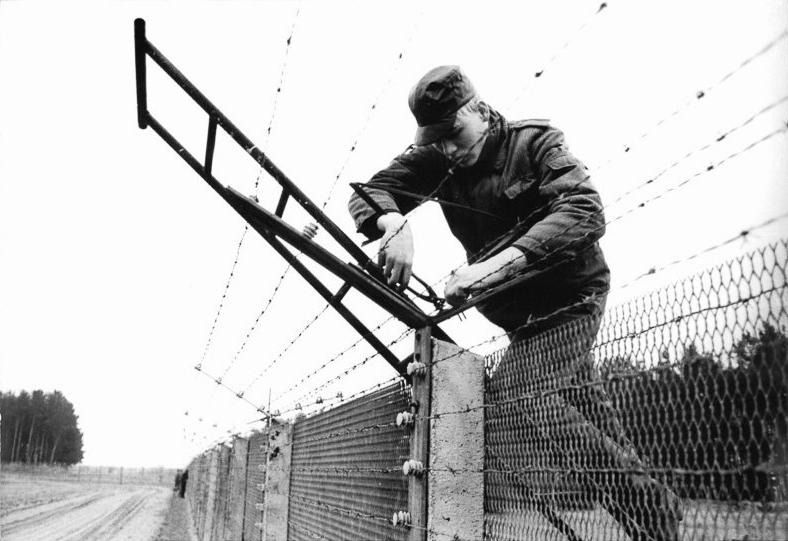
Abbau der Grenzanlagen in Horst 1990

Der vergleichsweise junge deutsche Name verweist auf die erhöhte Lage in den Niederungen von Elbe und Delvenau. In den Boizenburger Bede- und Schlossregistern von 1453 und 1573 findet sich noch der Name Awe, Aue und Öwe. Von 1538 bis 1599 war der Ort unbewohnt und die Feldmark wurde von Bauern aus Bickhusen, Rensdorf und Gehrum bewirtschaftet. Ab 1582 gehörte die Feldmark der adeligen Familie von Blücher aus Wiebendorf. Später wurde hier ein Gutshof angelegt. Diesen kaufte 1727 der Hamburger Jurist Johann Baptista Mutzenbecher für 27500 Taler nebst dem Gut zu Gehrum von der Familie von Bülow.  Das Gut blieb bis 1818 ritterschaftlich und wurde noch vor 1825 in einen domanialen Pachthof umgewandelt. Das zweigeschossige, klassizistische Herrenhaus an der ehemaligen Grenze wurde 1975 abgerissen.
Horst wurde am 1. Juli 1950 nach Bickhusen eingemeindet.
Der Ortsteil war bis 1989 Grenzübergangsstation der ehemaligen innerdeutschen Grenze an der Bundesstraße 5. Dort befinden sich heute die Außenstelle M16 des Bundesamtes für Migration und Flüchtlinge, das entsprechende Landesamt sowie ein Flüchtlingslager mit insgesamt 650 Plätzen. Das Lager liegt mitten im Wald, fernab von notwendiger Infrastruktur wie Beratungsstellen, Rechtsanwälten, Ärzten oder Seelsorgern. Es ist seit 1995 die Erstaufnahmeeinrichtung für Mecklenburg-Vorpommern und dient seit Sommer 2005 auch als Landesgemeinschaftsunterkunft für Flüchtlinge, die nach Ansicht der Behörden „keine Bleibeperspektive“ in Deutschland haben und dort bis zu 12 Monate untergebracht werden, wobei sie jeden Tag mit ihrer Abschiebung rechnen müssen. Diese finden häufig in den frühen Morgenstunden und ohne Vorankündigung statt. Eine Außenstelle der Zentralen Aufnahmestelle gibt es im Schweriner Ortsteil Stern Buchholz.

### Rensdorf

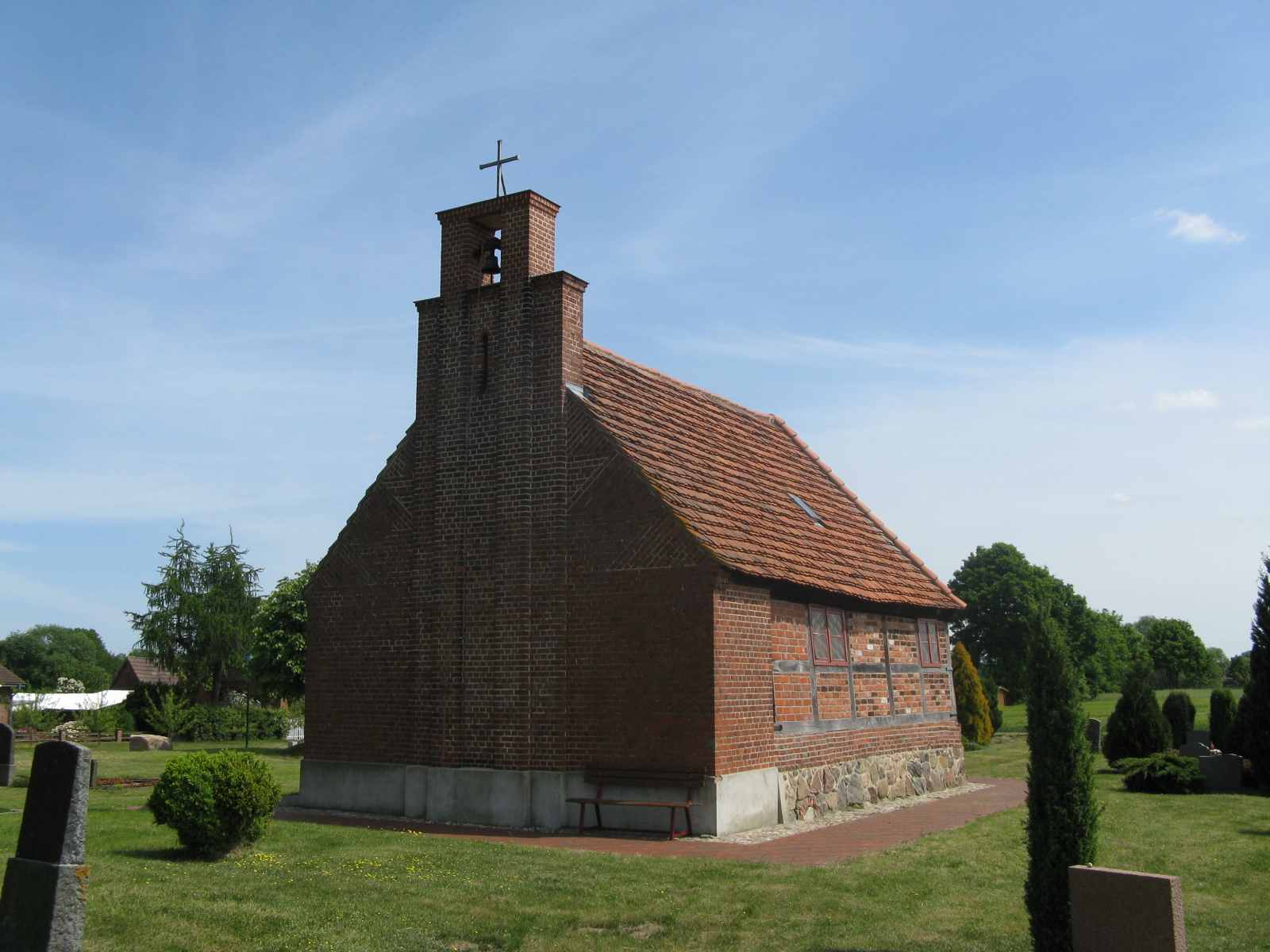
Kapelle Rensdorf

Rensdorf wird 1297 als Rensedorpe erstmals urkundlich erwähnt. Derselbe Name findet sich auch im Landbederegister von 1453. Er stammt vom Altslawischen resa für Weidenkätzchen, so dass es sich um ein Dorf an einem Waldgebiet gehandelt hat. Neben drei Boizenburger Pfarrhufen waren im Jahre 1800 drei adelige Hufen verzeichnet, die von dem Gut im Ortsteil Horst verwaltet wurden. 1825 gehörten die ritterschaftlichen Höfe bereits zum Domanialamt und es waren neben den drei Pfarrhufen insgesamt vier Vollbauern und drei Büdner vorhanden.
Die Kapelle wird in einem Kirchenvisitationsprotokoll von 1534 als längst bestehend aufgeführt und wurde von Boizenburg versorgt. Im Zuge des Dreißigjährigen Krieges brannten 1627 dänische Soldaten die Kapelle nieder, 1650 erfolgte die Wiedererrichtung. 1782 wurde der Horster Gutsherr David Faler links des Altars beigesetzt. 1977 wurde die Kapelle von den Rensdorfer Bürgern umfassend saniert.
Rendsdorf wurde am 1. Juli 1950 nach Bickhusen eingemeindet.

## Politik

### Gemeindevertretung und Bürgermeister
Der Gemeinderat besteht (inkl. Bürgermeister) aus 6 Mitgliedern. Die Wahl zum Gemeinderat am 26. Mai 2019 hatte folgende Ergebnisse:
| Partei/Bewerber                         | Prozent | Sitze |
| --------------------------------------- | ------- | ----- |
| Wählergemeinschaft der Gemeinde Nostorf | 62,28   | 4     |
| Die Linke                               | 19,06   | 1     |
| Einzelbewerber Krüger                   | 12,08   | 1     |

Bürgermeister der Gemeinde ist Heiko Schlemmer (Die Linke), er wurde mit 70,00 % der Stimmen gewählt.

### Dienstsiegel
Die Gemeinde verfügt über kein amtlich genehmigtes Hoheitszeichen, weder Wappen noch Flagge. Als Dienstsiegel wird das kleine Landessiegel mit dem Wappenbild des Landesteils Mecklenburg geführt. Es zeigt einen hersehenden Stierkopf mit abgerissenem Halsfell und Krone und der Umschrift „GEMEINDE NOSTORF • LANDKREIS LUDWIGSLUST-PARCHIM“.

## Sehenswürdigkeiten
- Dorfkirche Nostorf
- Kapelle Rensdorf

## Regelmäßige Veranstaltungen
- Ernte- und Kartoffelfest im September (geplant von der AFM Nostorf & der Gemeinde Nostorf)
- Osterfeuer (geplant vom Förderverein der Gemeinde Feuerwehr Nostorf)
- Laterne- bzw. Fackelumzug (geplant vom Förderverein der Gemeinde Feuerwehr Nostorf)

## Persönlichkeiten
- Friedrich Dorn (* 1861 in Nostorf; † 1901 in Hamburg), Grafiker und Maler der Düsseldorfer Schule